# Joachim II. (Brandenburg)

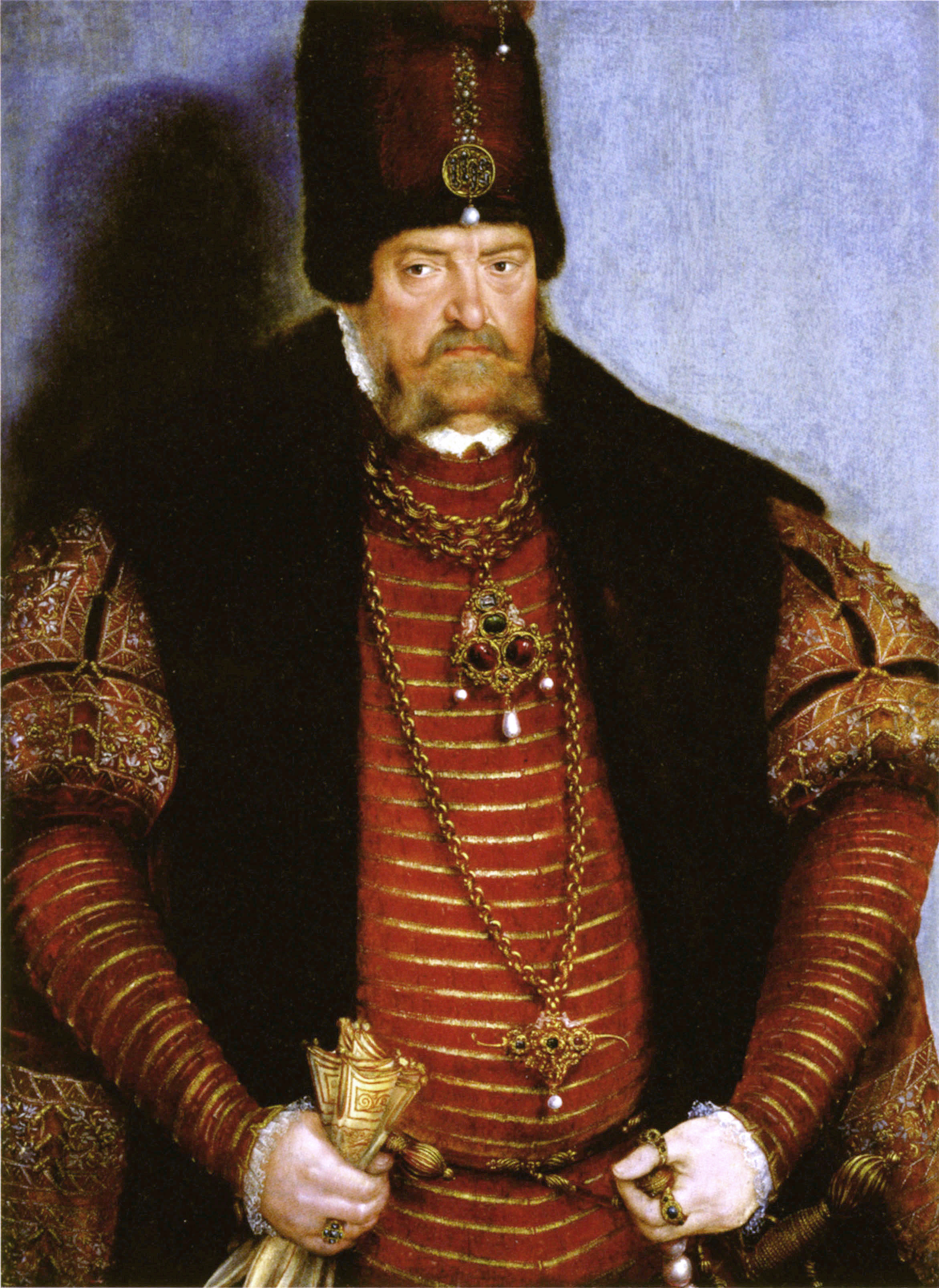
Das Gemälde Kurfürst Joachim II. von Brandenburg von Lucas Cranach d. J. um 1570

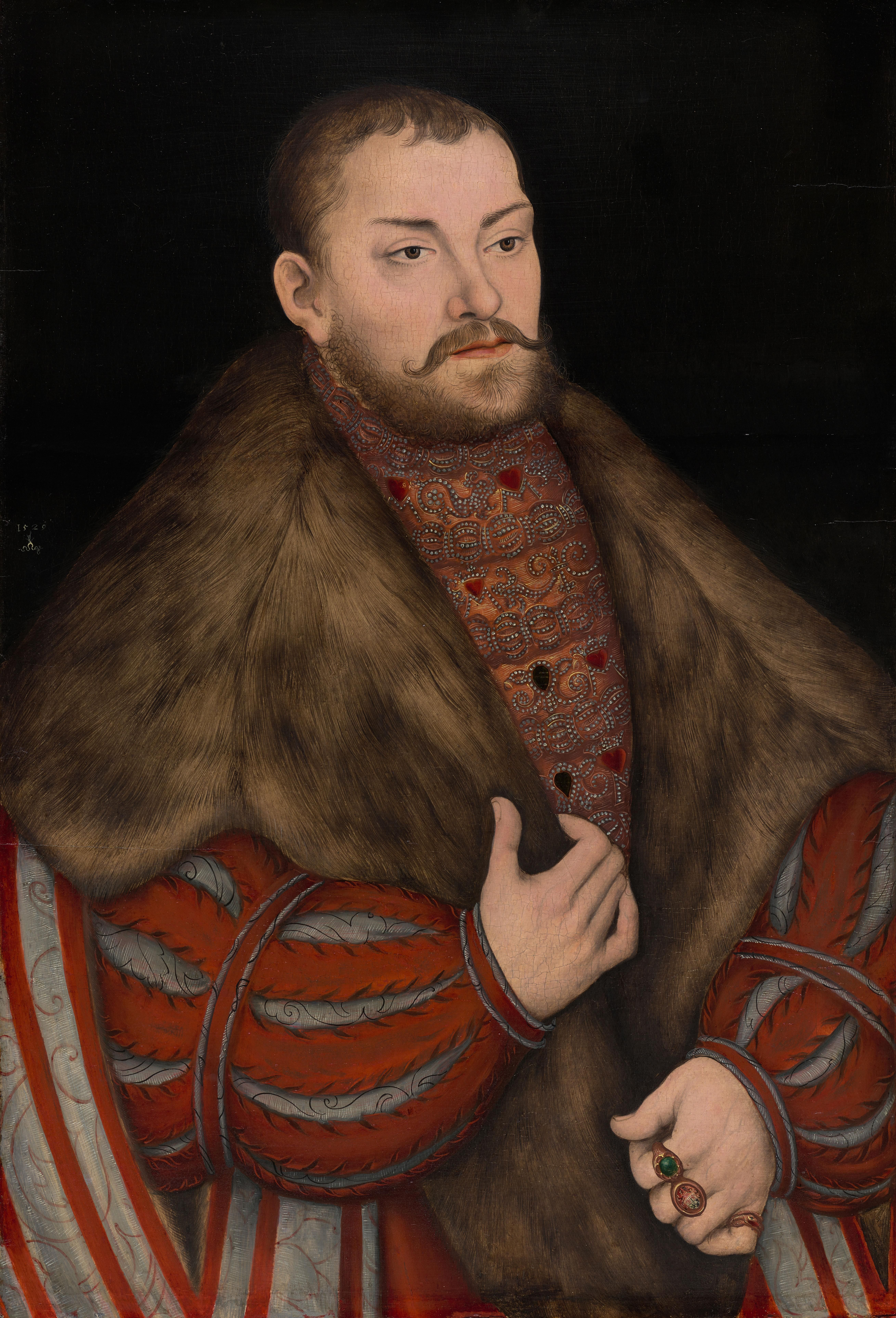
Der spätere Kurfürst Joachim II., gemalt 1529 von Lucas Cranach d. Ä.

Joachim II. „Hector“ (* 13. Januar 1505 in Cölln; † 3. Januar 1571 in Köpenick) aus dem Geschlecht der Hohenzollern war von 1535 bis 1571 Markgraf von Brandenburg sowie Kurfürst und Erzkämmerer des Heiligen Römischen Reiches.

## Leben

### Jugend
Joachim II. war der älteste Sohn von Joachim I. Nestor und Elisabeth von Dänemark, Norwegen und Schweden. Als Gegenleistung für die kurfürstliche Stimme des Vaters bei der Königswahl kam es 1517–1518 zu Heiratsangeboten mit der Tochter des französischen Königs und der 10-jährigen Enkelin des Kaisers.
Seine Mutter neigte früh der Lehre Martin Luthers zu und musste deshalb 1528 vor seinem Vater fliehen. Durch das Testament seines Vaters von 1534 gingen die Neumark und weitere Landesteile als Markgrafschaft Brandenburg-Küstrin an seinen jüngeren Bruder Johann. 1524 heiratete Joachim die Tochter Magdalene des sächsischen Herzogs und band sich damit zunächst stärker an die katholische Seite.
1532 zog er als Führer des Kontingents des Niedersächsischen Kreises in einen Kriegszug gegen die Türken, kehrte als Sieger zurück und ließ sich unter großem Pomp mit dem Beinamen Hector feiern.
1533 band ihn der Vater im Hallischen Bündnis noch einmal an die katholische Seite und verpflichtete die Söhne in seinem Testament 1534, auf ewig katholisch zu bleiben.

### Beginn der Regentschaft
1535 übernahm Joachim nach dem Tod des Vaters die Regentschaft in Brandenburg. Er heiratete Hedwig von Polen, eine Tochter von König Sigismund I. Mit seinem Bruder Johann stritt er nahezu ein Jahr um die Ansprüche auf die Neumark, die auf Betreiben des Vaters von der Mark Brandenburg abgetrennt worden war und dies schließlich bis 1571 auch blieb.
Der neue Kurfürst ließ eine Hofkirche in der nahegelegenen Dominikanerklosterkirche errichten und mit prachtvollen Kunstwerken und Reliquien aus vielen Kirchen und Klöstern der Mark ausstatten. Nach dem Vorbild der von Lucas Cranach dem Älteren für seinen Onkel Kardinal Albrecht von Brandenburg, Kurfürst und Erzbischof von Mainz, für dessen Hallenser Stiftskirche 1519–1525 gemalten 16 Passionsaltäre mit 140 Bildtafeln gab Kurfürst Joachim II. bei Cranach einen Passions-Zyklus zum Ersatz der alten Altäre in Auftrag. Hiervon haben sich neun Mitteltafeln erhalten die heute im Jagdschloss Grunewald ausgestellt sind. 1536 wurde die Kirche geweiht und die Überreste seines Vaters und Großvaters aus dem Kloster Lehnin überführt. 1538 begann er mit dem Umbau des Schlosses.
Zu den engsten Vertrauten des Kurfürsten wurden im Verlauf seiner Regierungszeit der Rat Eustachius von Schlieben, der Hofmarschall Adam von Trott, der Kämmerer Matthias von Saldern und der spätere Kanzler Lampert Distelmeyer.

### Wiederzulassung für Juden in der Mark Brandenburg
Nachdem Philipp Melanchthon auf dem Fürstentag zu Frankfurt am Main im Frühjahr 1539 den versammelten Reichsfürsten, darunter Joachim, den märkischen Pogrom von 1510 im Ergebnis des Berliner Hostienschänderprozesses anlässlich einer fingierten Hostienschändung als Justizverbrechen auseinandergesetzt hatte, war Josel von Rosheim an Joachim II. herangetreten und erreichte die Zusage, Juden die seither verbotene Niederlassung in der Mark Brandenburg wieder zu gestatten. In der Folge beider Begegnungen öffnete Joachim II. zunächst am 25. Juni 1539 die Mark wieder für Juden.

### Einführung der Reformation in der Mark Brandenburg

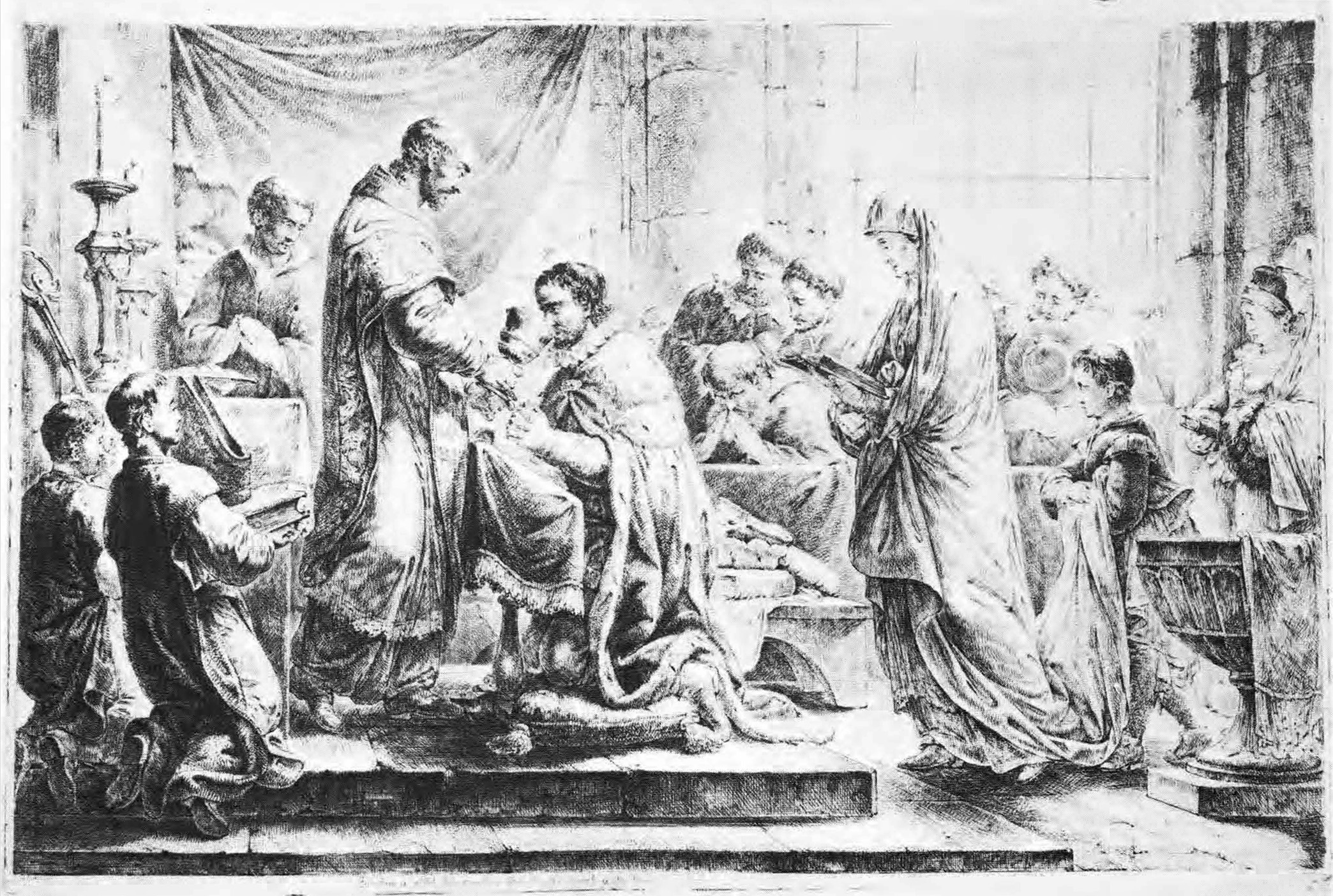
Joachim II. nimmt das heilige Abendmahl in beiderlei Gestalt; Radierung von Bernhard Rode, 1783

1539 führte Joachim eine neue Kirchenordnung in der Mark Brandenburg ein, nach Konsultationen mit Philipp Melanchthon. Diese übernahm die reformatorische Praxis der Priesterehe und des Kelches für Laien beim Abendmahl und die Lehre von der Rechtfertigung nach Luthers Theologie. Ansonsten bemühte er sich, die katholischen Traditionen beizubehalten, um bei Verhandlungen im Reich ein Gesprächspartner für beide Seiten bleiben zu können.
Am 1. November 1539 nahm er persönlich erstmals an einem Gottesdienst mit der Feier des Abendmahls in beiderlei Gestalt teil, wahrscheinlich in der Spandauer Nikolaikirche. Dieses Ereignis wurde allerdings in zeitgenössischen Zeugnissen nur sehr unklar überliefert, sodass der genaue Ablauf bis heute nicht eindeutig zu rekonstruieren ist.
Am 2. November fand wahrscheinlich ein weiterer evangelischer Gottesdienst in der Berliner Nikolaikirche statt.
In der Folgezeit wurden die Klöster und Stifte in der Mark Brandenburg säkularisiert.

### Feldherr im Türkenkrieg
Nachdem die osmanischen Türken im September 1541 Ofen und Pest erobert hatten, bewilligte der Reichstag zu Speyer 1542 Gelder für einen neuen Feldzug gegen die Türken in Ungarn. Joachim II. Hector erhielt für diesen Feldzug als Reichs-Oberfeldhauptmann den Oberbefehl über das Reichsheer. Mit etwa 60.000 Mann und 60 Geschützen begann er Ende September 1542 die Belagerung von Pest. Unter anderem weil unter den Soldaten Fleckfieber ausbrach, musste er die Belagerung und den Feldzug kurz darauf abbrechen und sich kläglich zurückziehen. Sein Beiname „Hector“ trug ihm nunmehr Spott und Hohn ein.

### Anhäufung des Schuldenbergs
1542 begann Joachim II. mit dem Bau des Jagdschlosses Zum grünen Walde und ließ einen Dammweg vom Berliner Stadtschloss dorthin errichten. Dieser ursprüngliche Dammweg sollte später Kurfürstendamm genannt werden und Jahrhunderte danach in ganz anderer Gestaltung Bekanntheit erlangen. Joachim II. hatte durch seine verschwenderische Hofhaltung und Bautätigkeit schon bis 1544 einen Schuldenberg von 700.000 Reichsthalern oder umgerechnet rund 1.000.000 Gulden angehäuft. Er förderte ab 1543 aus finanziellen Gründen die Ansiedlung der Juden in Brandenburg, die hohe Sondersteuern zahlen mussten (Judenregal). Vor allem in der Messestadt Frankfurt an der Oder entstand daher schon seit 1539 eine große Gemeinde.

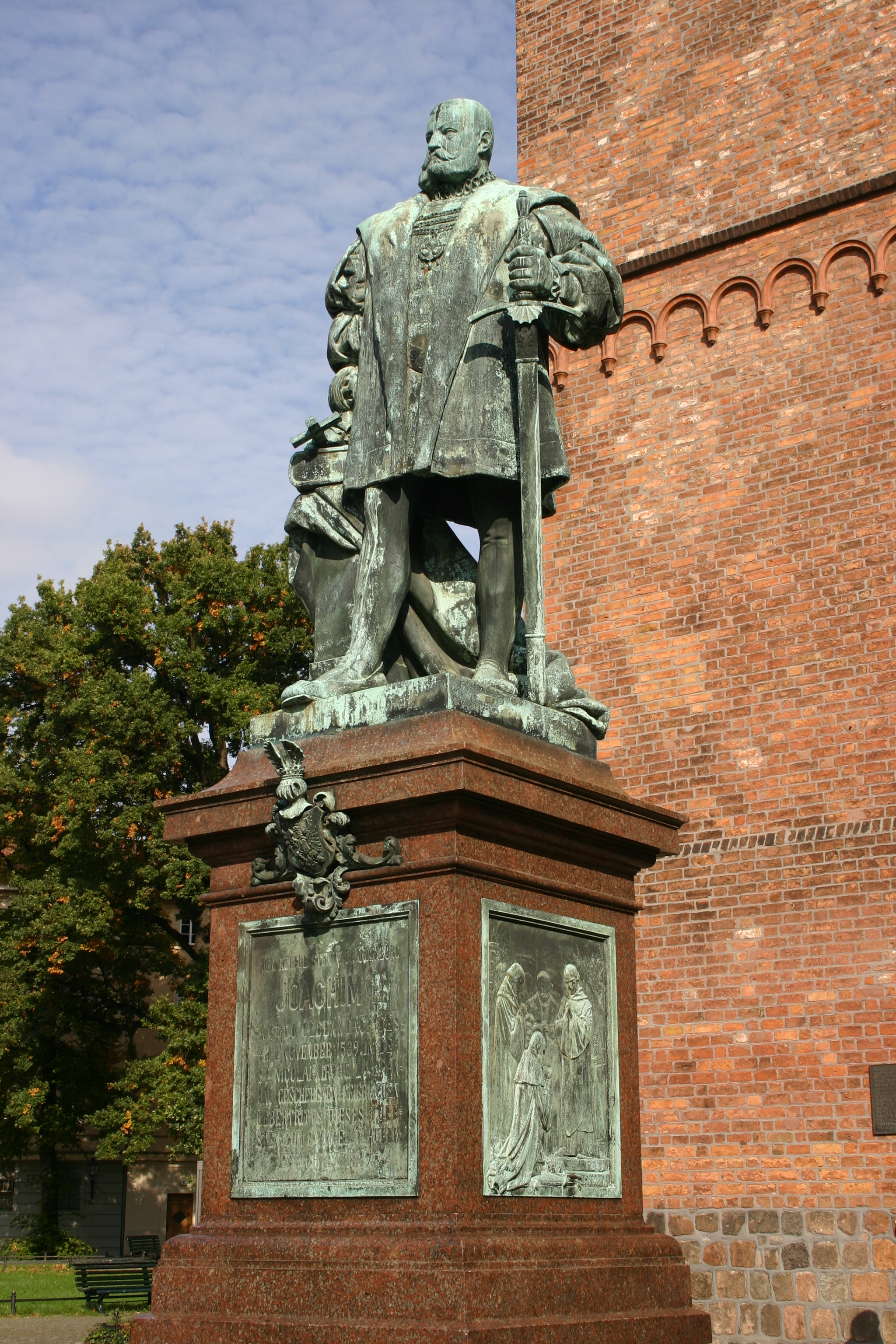
Standbild Joachims II. vor der Nikolaikirche in Berlin-Spandau von Erdmann Encke (1889); es erinnert an den Übertritt des Kurfürsten zum lutherischen Glauben in dieser Kirche im Jahre 1539

Nachdem Joachims Hoffaktor Michael von Derenburg bei Überführung kurfürstlicher Einkünfte von Frankfurt an der Oder nach Berlin am 23. April 1549 einem Raubüberfall zum Opfer gefallen und bald darauf tödlich verunglückt war, ernannte der Kurfürst im Jahre 1556 den 13 Jahre früher aus Prag eingewanderten Lippold Ben Chluchim zu seinem Kämmerer und Hoffaktor (Hofjude), außerdem zum Vorsteher aller märkischen Juden und 1567 zudem zum Münzmeister. Als Münzmeister verlegte dieser die Münze in die Poststraße 4 im Nikolaiviertel (heute Geschäftshaus Kurfürstenhöfe).
Am 18. März 1558 unterschrieb Joachim II. gemeinsam mit Ottheinrich von der Pfalz, August von Sachsen, dem Pfalzgrafen Wolfgang von Zweibrücken, Herzog Christoph von Württemberg und Landgraf Philipp von Hessen den von Philipp Melanchthon entworfenen Frankfurter Rezess, in dem er sich zur Augsburgischen Konfession bekannte. Des Weiteren veranlasste er im Jahre 1558 den Bau des Schlosses Köpenick nach dem Abriss der Überreste einer alten Burg.
Nach dem Tode seines Onkels Albrecht 1568 erstrebte Joachim II. Hector Miterbe des Herzogtums Preußen zu werden. Hieraus mag sich erklären, dass Joachim II. auch nach seiner Konversion zu den versöhnlichen Kräften im Reich zählte und vor allem nicht dem Schmalkaldischen Bund beitrat. Da das Herzogtum Preußen zu der Zeit ein polnisches Lehen war, galt es beim polnischen König Sigismund II. August unter dem damals üblichen finanziellen Aufwand die Mitbelehnung zu erreichen. Dies gelang, 1569 belehnte der König, zugleich Schwager Joachims II., ihn und die Berliner Hohenzollern als erbberechtigt im Herzogtum Preußen. Zu diesem Zweck – und wegen der auch sonst verschwenderischen Hofhaltung Joachims II. – unterwarf der Kurfürst die Einwohner der Mark, insbesondere die jüdischen, hohen Steuern. Joachim II. schreckte auch nicht vor Münzverschlechterung und Konfiskationen zurück.

### Zwangsmaßnahmen gegen die Kaufleute
Märkische Kaufleute, die von außerhalb der Mark Waren importierten, mussten diese in gewogenem Edelmetall bezahlen, da die märkische Münze wegen ihres herabgesetzten Edelmetallgehalts nicht mehr im Ausland akzeptiert wurde. Joachim II. verbot jedoch die Münze zu herabgesetzten Kursen zu berechnen. Entsprechend entzogen sich die Kaufleute den Zwangskursen, indem sie zunächst ihre Außen- und Großhandelsgeschäfte in fremder Währung tätigten, und nachdem Joachim II. dies verboten hatte, in gewogenem Edelmetall zahlten. Darauf reagierte der Kurfürst mit einem Verbot, Edelmetall zu nutzen und zu besitzen. In Edelmetall erlangte Verkaufserlöse mussten zu verordneten, die entwertete Landesmünze hoch taxierenden, Zwangskursen an die Landeskasse verkauft werden. Märkische Juden mussten darüber hinaus teuer Edelmetall importieren, das sie dann unter Einstandspreis zu diktierten Inlandspreisen an den Kurfürsten liefern mussten. Das machte es Kaufleuten unmöglich, zu kostendeckenden Erlösen im- und exportieren zu können. Lippold war als Münzmeister beauftragt die Zwangsmaßnahmen gegen die Kaufleute, lutherische und jüdische gleichermaßen, durchzusetzen. Zu den Maßnahmen gehörten auch Hausdurchsuchungen bei Kaufleuten, wobei gefundenes – verbotenerweise gehaltenes – Edelmetall zu Gunsten des Landesherrn beschlagnahmt wurde.

### Zuweilen bizarre Lebens- und Amtsführung
Nach Darstellung des Historikers Felix Escher trug die Lebens- und Amtsführung des Kurfürsten Joachim II. […] zuweilen bizarre Züge. Als Beispiel führt Escher ein am 8. August 1567 vom Kurfürsten inszeniertes Lustgefecht zwischen Berliner/Köllner und Spandauer Bürgern an, das als Knüppelkrieg in die Spandauer Geschichte einging. Die Ereignisse beschrieb unter anderem Theodor Fontane im Band 3 „Havelland“ der Wanderungen durch die Mark Brandenburg unter der Kapitelüberschrift Die Seeschlacht in der Malche. Fontane bezog sich auf die Beschreibung des brandenburgischen Chronisten Nicolaus Leuthinger in dessen lange vermisstem Scriptorum de rebus Marchiae Brandenburgensis …, das 1729 von Johann Christoph Müller und Georg Gottfried Krause herausgegeben wurde. Fontane gibt Leuthingers Darstellung der Ereignisse ausführlich wieder. Als weiteres Beispiel der zuweilen bizarren Lebens- und Amtsführung Joachims führt Escher an:

„Eine in manchen Zügen ähnliche fürstliche „Belustigung“ folgte im Winter 1570, als der Kurfürst und Mitglieder der Hofgesellschaft mit Schlitten nach Spandau fuhren und von dort viel Bürger-Frauen und Jungfern mit sich geführt und sie wieder vor ihre Häuser gebracht hatten. Als Renaissance-Fürst fühlte sich der Kurfürst als über den auch damals gültigen Moralvorstellungen stehend.“

Nachdem seine Frau Hedwig von Polen 1549 einen Unfall erlitten hatte, bei dem sie am Becken verletzt wurde und fortan nur noch an Krücken gehen konnte, was sowohl dem kurfürstlichen Ehegenuß als auch dem Jagdvergnügen Abbruch tat, nahm er sich die bürgerliche Anna Dieterich zur Geliebten, Frau eines Geschützgießers, die deshalb als die „schöne Gießerin“ bekannt war. Er hatte mehrere Kinder mit ihr, trat mit ihr ungeniert in der Öffentlichkeit auf und ließ seine natürliche Tochter Magdalena zur Gräfin erheben.

### Tod
Joachim II. verstarb überraschend – in Abwesenheit seines Leibarztes Paul Luther – am 3. Januar 1571 in Köpenick, wo er im Schloss mit einer Jagdgesellschaft über den Jahreswechsel verweilte und seine anwesenden Günstlinge mit Portugalösern beschenkte. Seine aufwändige Hofhaltung – gepaart mit seiner regen Bautätigkeit – sorgte dafür, dass der kurfürstliche Haushalt während seiner Regierung nahezu permanent überschuldet war. Sein Sohn und Nachfolger Johann Georg übernahm Schulden in Höhe von 2,5 Millionen Gulden. Er beschuldigte Lippold zunächst der Unterschlagung und des Betrugs. Nachdem er davon aber freigesprochen worden war, klagte Johann Georg ihn der Zauberei und des Giftmordes an seinem Vater an. Lippold wurde hingerichtet, die Juden wurden – wieder einmal – aus Brandenburg vertrieben und durften sich erst wieder 1671 im Kurfürstentum ansiedeln.
Auch die „schöne Gießerin“ wurde, obwohl er seinem Vater urkundlich das Gegenteil versprochen hatte, von Johann Georg enteignet und im Juliusturm der Spandauer Zitadelle bis zu ihrem Tod 1575 gefangen gesetzt.

## Nachkommen

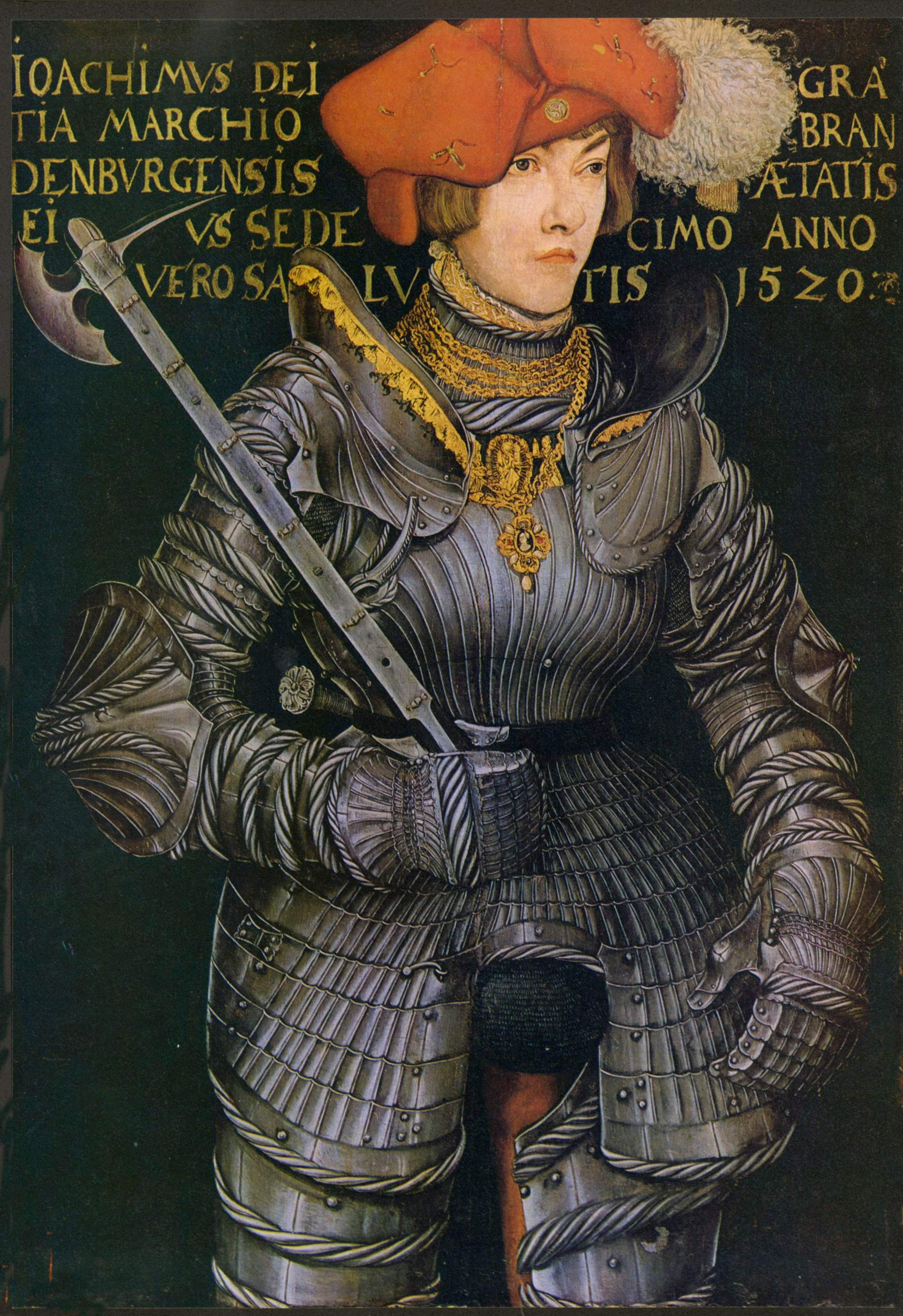
Das Gemälde Kurprinz Joachim II. von Brandenburg von Lucas Cranach d. Ä. um 1520

Erste Ehe: Joachim II. heiratete Magdalene von Sachsen († 25. Januar 1534), Tochter von Georg, Herzog von Sachsen.
- Johann Georg (1525–1598), Kurfürst von Brandenburg

⚭ 1. 1545 Prinzessin Sophia von Liegnitz (1525–1546)
⚭ 2. 1548 Prinzessin Sabina von Brandenburg-Ansbach (1529–1575)
⚭ 3. 1577 Prinzessin Elisabeth von Anhalt (1563–1607)
- Barbara (1527–1595)

⚭ 1545 Herzog Georg II. von Brieg (1523–1586)
- Elisabeth (1528–1529)
- Friedrich (1530–1552), Erzbischof von Magdeburg
- Albrecht (*/† 1532)
- Georg (*/† 1532)
- Paul (*/† 1534)

Zweite Ehe: Joachim II. heiratete Hedwig von Polen.
- Elisabeth Magdalene (1537–1595)

⚭ 1559 Herzog Franz Otto von Braunschweig-Lüneburg (1530–1559)
- Sigismund (1538–1566), Erzbischof von Magdeburg und Bischof von Halberstadt
- Hedwig (1540–1602)

⚭ 1560 Herzog Julius von Braunschweig-Wolfenbüttel (1528–1589)
- Sophia (1541–1564)

⚭ 1561 Wilhelm von Rosenberg (1535–1592)
- Joachim (1543–1544)

## Denkmal in der Siegesallee

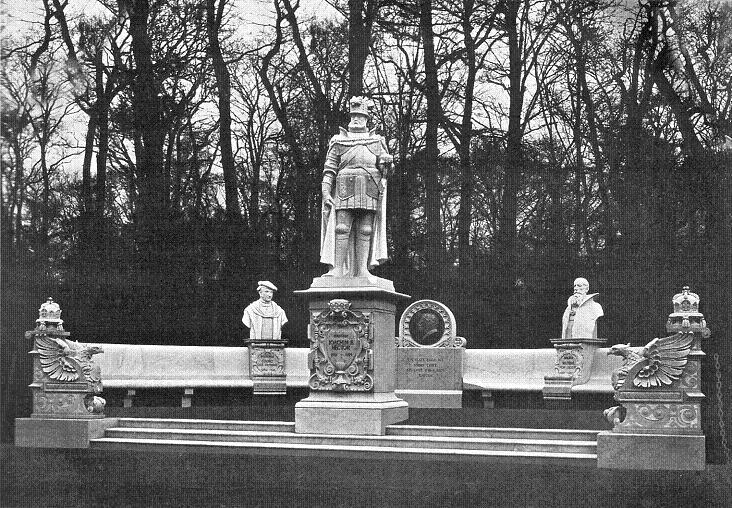
Denkmalgruppe 20 in der Siegesallee mit Joachim II. im Zentrum

Für die Berliner Siegesallee gestaltete der Bildhauer Harro Magnussen die Denkmalgruppe 20 mit einem Standbild Joachims II. als Hauptfigur. Zentrales Thema der Gruppe war die Einführung der Reformation durch Joachim II., was Magnussen mit einer üppig verzierten Inschriftenkartusche am Denkmalsockel, in der unter anderem ein Abendmahlskelch und eine Oblate dargestellt waren, unterstrich.
Auch die Auswahl der Nebenfiguren war dem Thema Reformation geschuldet. Zur Linken Joachims II. stand eine Büste des Markgrafen Georg der Fromme von Ansbach und zur Rechten die Büste des Bischofs von Brandenburg Matthias von Jagow, von dem Joachim 1539 das Abendmahl in beiderlei Gestalt empfangen hatte. Darüber hinaus befand sich in der Bankmitte zwischen den Nebenfiguren ein vergoldetes Bronzemedaillon mit einem Porträtrelief Martin Luthers. Der Sockel des Medaillons enthielt auf Befehl des Auftraggebers der Siegesallee, Kaisers Wilhelm II., die Inschrift mit der ersten Zeile des Kirchenlieds von Luther: Ein feste Burg ist unser Gott, ein gute Wehr und Waffen.
Bei der Darstellung der Rüstung Joachims übertrug Magnussen exakt die Einzelheiten der originalen reichverzierten Prunkrüstung Joachims II., die im Zeughaus Berlin ausgestellt war. Das ernste, bärtige Gesicht und die hohe Kopfbedeckung formte er nach der Darstellung auf zwei Porträtreliefs, die in Form von Specksteinmodellen im Königlichen Münzkabinett aufbewahrt waren.
Die Enthüllung der Gruppe fand am 22. Dezember 1900 statt. Ursprünglich sollten die Figuren – passend zu ihrem zentralen Thema – bereits am Reformationstag 1900 übergeben werden, was an einem Unfall in der Werkstatt des Steinbildhauers scheiterte.